# Dover Motor Speedway
Il Dover Motor Speedway (conosciuto in precedenza come Dover Downs International Speedway e come Dover International Speedway, oppure anche con i nomignoli di The Monster Mile o di World's Fastest One-Mile Oval) è una pista ovale di cemento situata a Dover, nel Delaware (Stati Uniti). Dall'anno della sua inaugurazione, il 1969, ha sempre ospitato almeno una gara delle NASCAR Cup Series (due gare all'anno tra il 1971 e il 2020). Oltre alle gare NASCAR, il circuito ha visto anche competizioni della USAC e della Indy Racing League. Il tracciato non prevede piste alternative, è lungo precisamente 1,03 miglia (corrispondenti a 1660 metri) e, con lo scopo di favorire alte velocità, è stata costruita in pendenza: nei rettilinei il banking è di 9°, mentre nelle curve la pendenza aumenta a 24°. Il Dover Motor Speedway è di proprietà ed è gestito dalla Speedway Motorsports.
La pista, conosciuta come The Monster Mile dagli appassionati, è stata inaugurata nel 1969 e costruita dalla Melvin L. Joseph Construction Company, Inc. (su disegno dello stesso Melvin Joseph); originariamente la pista era in asfalto, sostituito poi dal cemento nel 1995. Nel 2001 il tracciato poteva ospitare ben 135.000 spettatori, essendo l'impianto sportivo con la più grande capienza di tutta la Mid-Atlantic region. Fino al 2002 la pista era conosciuta come Dover Downs International Speedway, per poi cambiare nome in Dover International Speedway dopo la separazione dalla società di gestione della pista della Dover Downs Gaming and Entertainment (proprietaria dell'ovale, interno alla pista, che ospita competizioni ippiche di trotto). Tra il 2007 e il 2009 l'impianto è stato completamente rinnovato con il progetto "The Monster Makeover", da una parte riducendo la capienza massima agli attuali 58.500 posti per gli spettatori e dall'altra migliorando gli edifici accessori e la pista. L'8 novembre 2021 la Dover Motorsports Inc. è stata acquistata dalla Speedway Motorsports Inc.

## Storia

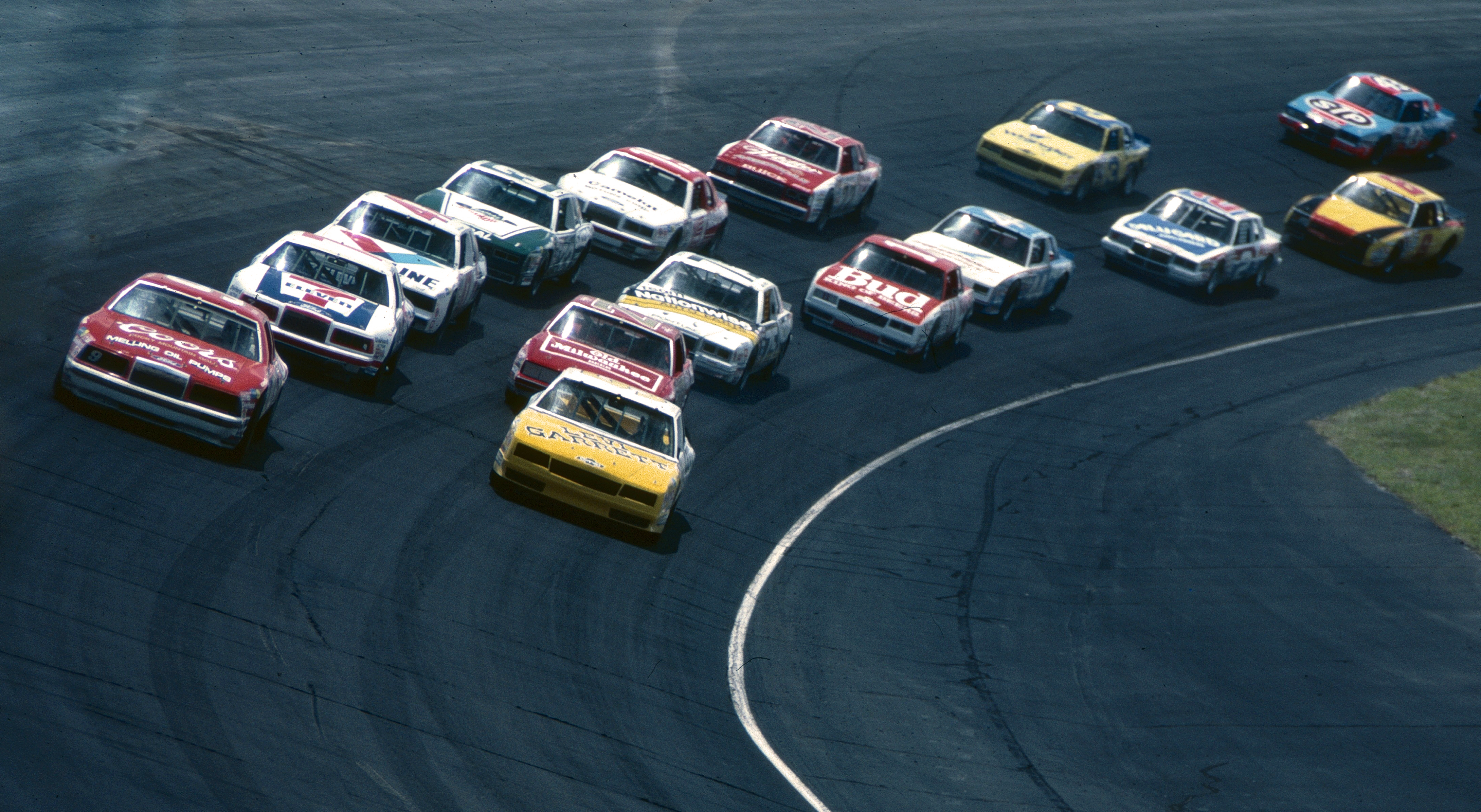
L'originario asfalto della pista di Dover in una gara NASCAR del 1985.

I lavori di costruzione dell'impianto iniziano nel 1966 ad opera della Melvin L. Joseph Construction Company Inc., specializzata nella realizzazione di tracciati per corse automobilistiche ed ippiche. I lavori terminano nel 1969 e la gara inaugurale del circuito è del 6 luglio 1969, la Mason-Dixon 300, vinta da Richard Petty.
Dopo aver ospitato un gran numero di competizioni nei suoi primi anni, la società di gestione della pista decide nel 1971 di ospitare soltanto le due gare della NASCAR Winston Cup Series, ognuna percorsa sulla lunghezza delle 500 miglia. Undici anni più tardi, nel 1982, la pista comincia ad ospitare anche un evento della NASCAR Budweiser Late Model Sportsman Series (campionato progenitore dell'attuale Xfinity Series), la Sportsman 200. A partire dal 1986 vengono aggiunti di anno in anno nuovi posti per il pubblico, fino a raggiungere i 135.000 posti nel 2001. Sempre a partire dal 1986 viene ospitata una seconda gara delle Xfinity Series.
Con l'approvazione nel 1984, da parte della General Assembly del Delaware, della legge che consente la costruzione di casinò e di impianti ippici, nel 1995 viene costruito nei pressi dell'impianto la sala scommesse. Nel 1995 la pista viene completamente ricostruita, sostituendo l'asfalto con un fondo di cemento e diventando in tal modo la seconda pista che ospita le NASCAR Cup Series (dopo quella di Bristol) ad avere un fondo in cemento. Dal 1997 viene deciso di ridurre la lunghezza delle gare sul circuito, passando dalle originarie 500 alle 400 miglia. L'anno successivo, nel 1998, la pista ospita anche una gara della Indy Racing League; la gara però viene subito rimossa dal programma del circuito dopo appena due anni. A sostituire questo evento, viene aggiunta un'altra gara sotto egida NASCAR, facente parte delle Truck Series (la prima gara di questo campionato vede la vittoria di Kyle Busch, dopo che quest'ultimo era riuscito ad ottenere anche la pole position in qualifica). Dopo l'11 settembre 2001, il 23 settembre, il circuito ospita la prima gara delle NASCAR Cup Series dopo l'attentato terroristico, la MBNA Cal Ripken Jr. 400 (gara vinta da Dale Earnhardt Jr.).

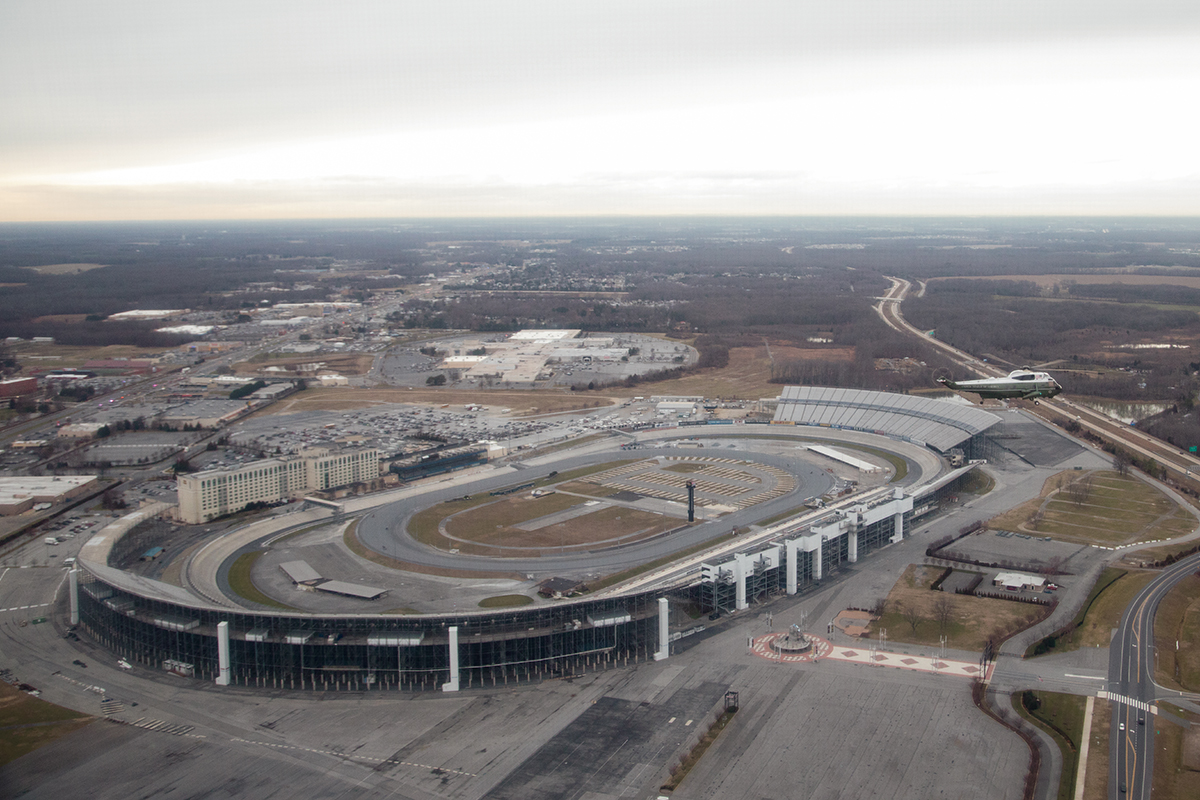
Vista aerea del circuito del 2017.

Nel 2002 avviene la separazione delle gestioni della pista e del casinò, venendosi a creare la Dover Motorsports Inc., società che detiene il controllo della pista fino al 2021. Comincia una fase di profondo rinnovamento della pista e delle facilities annesse. Nel 2004 viene completata la costruzione del Monster Bridge, una struttura di vetro nei pressi dell'ingresso in curva 3 che ospita 56 posti esclusivi. Intanto, nello stesso anno, la seconda gara dell'anno nel circuito assume massima importanza perché diventa il secondo appuntamento degli appena creati playoff delle NASCAR Cup Series.
È del 26 maggio 2006 l'annuncio del "The Monster Makeover": si tratta di un progetto in più fasi di completo riammodernamento della pista, che prende avvio dopo la gara di giugno di quell'anno. Nel 2007 viene completato una nuova struttura di skybox con 12 suite e una nuova struttura di 2100 metri quadrati dedicata ad ospitare il media center. A questo si aggiungono altri lavori, come la costruzione di nuovi passaggi pedonali nel retro delle tribune, nuove aree parcheggio e un rinnovato impianto audio più efficiente nelle tribune.
Con il 2008 si avvia la seconda fase del Monster Makeover. Alla costruzione del Monster Monument, una struttura in fibra di vetro che raffigura la mascotte del tracciato alta 14 metri, si aggiungono anche l'espansione della FanZone e la costruzione di un edificio per i mezzi di emergenza. L'anno successivo, nel 2009, viene installato un nuovo muretto in SAFER per dividere la pit lane dal rettilineo del traguardo, rendendo possibile aumentare la larghezza della prima e la costruzione di un nuovo stallo per il pit stop. Il 30 dicembre 2011 viene infine annunciato l'aumento della larghezza di ogni singolo posto a sedere delle tribune, cominciando un processo di riduzione dei posti disponibili, ridotti a 113.000.

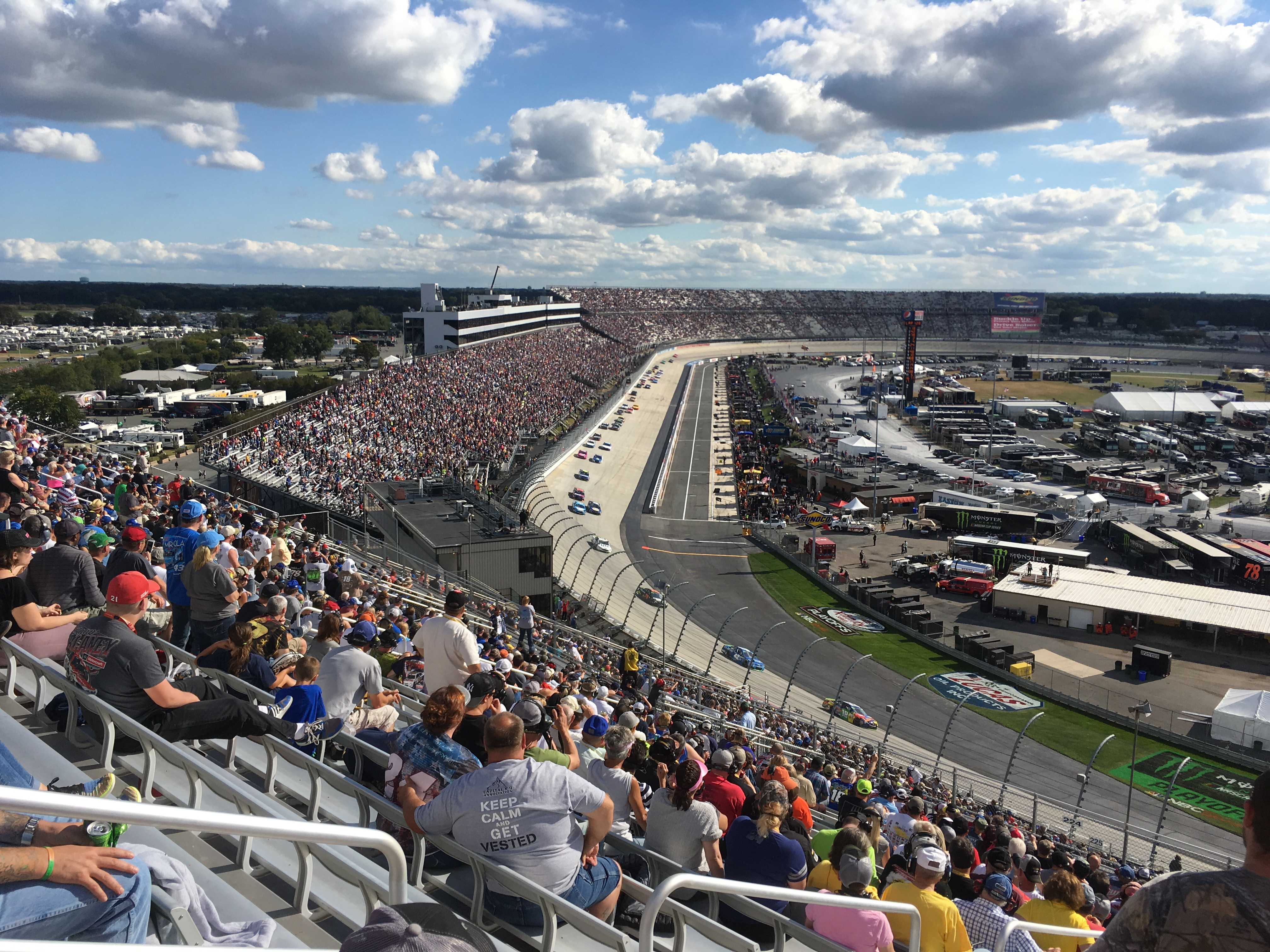
La curva 1 del tracciato di Dover in una gara NASCAR del 2017.

Il processo di riduzione dei posti continua subito dopo la disputa della AAA 400 nel 2014, giungendo a 95.500, e nel 2016, arrivando a 85.000. Intanto, sempre nel 2014 viene annunciato il piano di sostituzione (del valore di quasi 3 milioni di dollari) della rete di protezione del circuito con una nuova rete alta 6,4 metri (più alta rispetto a quella precedente installata, che era alta 4,6 metri). Nel 2016 viene proseguita l'installazione delle barriere SAFER lungo tutto il secondo rettilineo e in curva 3, nonché viene comunicata la riduzione degli stalli per i pit stop disponibili aumentandone la dimensione. Dopo la conclusione della stagione 2019 viene decisa una nuova drastica riduzione dei posti per gli spettatori di 25.000 unità, rimuovendo le tribune più basse installate nelle curve 3 e 4: al termine di questa riduzione si sono raggiunti gli attuali 58.500 posti.
Dal 2012 (tranne che nel 2020 e nel 2023), l'area adiacente al Dover Motor Speedway di 42 ettari ospita il Firefly Music Festival, con il circuito che apre le sue porte per ospitare i caravan e i camper degli ospiti della manifestazione.

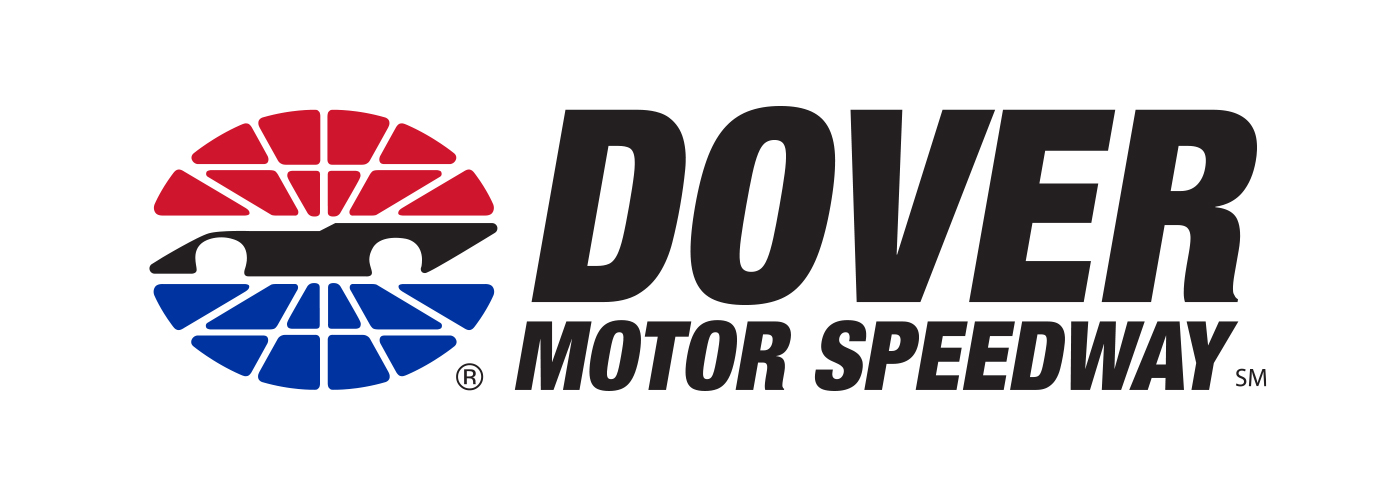
Il logo della pista.

A partire dalla stagione 2021 la NASCAR ha rimosso una delle due gare annuali presso il circuito, trasferendola al Nashville Superspeedway, un'altra pista di proprietà della Dover Motorsports. L'8 novembre 2021 la stessa società viene venduta alla Speedway Motorsports, che decide di rinominare la pista con il nome attuale di "Dover Motor Speedway".

## Miles the Monster

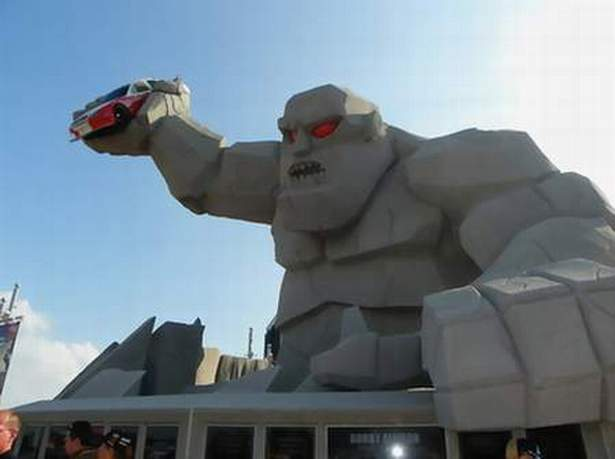
La statua che ritrae la mascotte del tracciato, "Miles the Monster", all'ingresso del circuito.

La mascotte del tracciato è chiamata "Miles the Monster", richiamando il nome colloquiale della pista ("The Monster Mile"). Il personaggio è ritratto nella statua in fibra di vetro costruita all'ingresso della pista, oltreché nel trofeo della gara e nei biglietti di accesso alle competizioni organizzate nel circuito.
Un altro soprannome utilizzato per chiamare il tracciato era "White Lightining", utilizzato soprattutto nei primi anni successivi alla sostituzione dell'asfalto con il cemento per richiamare appunto il chiarore della pista rispetto al precedente fondo scuro.

## Competizioni

### Corse attualmente organizzate
- NASCAR Cup Series
  - Würth 400 (1969-oggi)
- NASCAR Xfinity Series
  - BetRivers 200 (1982-oggi)
- ARCA Menards Series East
  - General Tire 125 (1998, 2001-2002, 2004-oggi)

### Corse non più organizzate
- Indy Racing League (1998-1999)
- NASCAR Cup Series - Dover 400 (1971-2020)
- NASCAR Xfinity Series - Drydene 200 (1986-2020)
- NASCAR Craftsman Truck Series - KDI Office Technology 200 (2000-2020)
- USAC Championship Car (1969)

## Record

### Qualifica
- NASCAR Cup Series:  Denny Hamlin - 21,559 secondi (2019)
- NASCAR Xfinity Series:  Erik Jones - 22,739 secondi (2016)
- NASCAR Truck Series:  Brett Moffitt - 22,303 secondi (2019)
- ARCA Menards Series East:  Matt DiBenedetto - 23,201 secondi (2009)

### Gara
- NASCAR Cup Series:  Chase Elliott - 22,203 secondi (2019)
- NASCAR Xfinity Series:  Jesse Love - 23,261 secondi (2024)
- NASCAR Truck Series:  Brett Moffitt - 23,230 secondi (2020)
- Indy Racing League:  Greg Ray - 19,622 secondi (1998)